# 宏病毒
在计算机技术的历史中，宏病毒（英語：Macro virus）是一种使得应用软件的相关应用文档内含有被称为的可执行代码的病毒。一个電子表格程式可能允许用户在一个文档中嵌入“宏命令”，使得某种操作得以自动运行；同样的操作也就可以将病毒嵌入电子表格来对用户的使用造成破坏。
在1990年代中后期最流行的病毒就是和微软公司办公软件（如Microsoft Word及Excel）相关的宏病毒。在90年代后期，微软公司的电子邮件软件Outlook（拥有scripting特性）成为传播宏病毒最常用的载体。直到今天还是如此。Outlook的scripting特性使得宏病毒能够获得Outlook用户地址簿中存储的联系人地址，通过向这些地址发送E-mail将病毒体广泛传播。而之前的电脑病毒（比如Morris电脑病毒）同样通过E-mail传播，但破坏力远不及此。
宏病毒的另一个特别危险的特征体现于它们有时能够感染运行不同操作系统平台上的的电脑。比如Microsoft Word宏病毒可以感染使用微软公司视窗系统的Word用户，同样也可以感染使用苹果公司Macintosh电脑的用户。
有些计算机程序设计员和系统管理员，特别是那些为Linux编写软件的，对微软公司大加批评，他们认为是微软公司造成了宏病毒隐秘的进行大肆传播而没有受到任何阻碍的局面。而与之形成对比的是OpenOffice，它所使用的宏语言中被慎重的去掉了某些宏功能（例如：自动执行功能）， 这样的话就能避免宏造成的一些问题。微软公司这些年来也在通过不断增加对宏病毒传播的难度来加强其程序的安全特性，但是这些被严格约束而去除的宏功能确实让用户觉得十分有用，而这些用户也因此又开启了这些功能，这使得用户承受了被电脑病毒破坏电脑系统的风险。
绝大多数的宏病毒都是根据微软公司系列软件所特有的宏功能所编写，这一方面是因为其他应用软件对编写宏病毒来说十分困难，另一方面也是因为微软公司系列软件得到了最广泛的使用，以致于它们成为了这些电脑病毒的首要目标。